# Carlos Da Cruz
Carlos Da Cruz (Saint-Denis, 20 december 1974) is een Frans voormalig wielrenner.

## Carrière
Carlos Da Cruz werd beroepswielrenner in 1997 bij BigMat-Auber 93. Hier zou hij vier jaar voor rijden, met een etappe in de Wielerweek van Lombardije als enige zege. Vervolgens reed hij een jaar voor Festina en sindsdien bij La Française des Jeux. 2003 was het beste jaar voor de vrij rappe Da Cruz, toen hij een etappe en het eindklassement in de Omloop van de Sarthe won en twee keer dicht bij een etappezege in de Ronde van Frankrijk was. Aan het einde van het wielerseizoen 2007 beëindigde Da Cruz zijn loopbaan als wielrenner.

## Belangrijkste overwinningen
2000
- 1e etappe Wielerweek van Lombardije

2003
- 1e etappe Omloop van de Sarthe
- Eindklassement Omloop van de Sarthe

## Resultaten in voornaamste wedstrijden
| Jaar | Ronde van Italië | Ronde van Frankrijk | Ronde van Spanje |
| ---- | ---------------- | ------------------- | ---------------- |
| 1997 |                  |                     |                  |
| 1998 |                  |                     |                  |
| 1999 |                  | 126e                |                  |
| 2000 |                  |                     |                  |
| 2003 | 61e              | 93e                 |                  |
| 2004 |                  | 85e                 |                  |
| 2005 | 72e              | 76e                 |                  |
| 2006 | 101e             | 76e                 |                  |
| 2007 | opgave           |                     | 90e              |

| Jaar | Milaan-San Remo | Amstel Gold Race | Parijs-Tours |  | WK op de weg |
| ---- | --------------- | ---------------- | ------------ |  | ------------ |
| 1997 |                 |                  | 75e          |  |              |
| 1998 |                 |                  | 98e          |  |              |
| 1999 |                 |                  | 58e          |  |              |
| 2000 |                 |                  | 107e         |  |              |
| 2003 | 162e            |                  |              |  |              |
| 2004 |                 |                  | 84e          |  |              |
| 2005 |                 |                  |              |  | 113e         |
| 2006 |                 |                  |              |  |              |
| 2007 | 140e            | 104e             | 13e          |  |              |